# Glochidion paludicola
Glochidion paludicola är en emblikaväxtart som först beskrevs av Airy Shaw, och fick sitt nu gällande namn av Airy Shaw. Glochidion paludicola ingår i släktet Glochidion och familjen emblikaväxter. Inga underarter finns listade i Catalogue of Life.